# A Republikanska futbolna grupa 1955
La A Republikanska futbolna grupa 1955 fu la 31ª edizione della massima serie del campionato di calcio bulgaro concluso con la vittoria del CDNA Sofia, al suo quinto titolo e secondo consecutivo.
Capocannoniere del torneo fu Todor Diev dello Spartak Plovdiv, con 13 reti.

## Formula
Le squadre partecipanti furono quattordici e disputarono un girone di andata e ritorno per un totale di 26 partite.
In vista di una riduzione del numero di club partecipanti, le ultime due furono retrocesse in B RFG mentre l'undicesima classificata disputò un girone di play-out con le prime cinque classificate della seconda serie: al termine di questo girone (giocato con gare di sola andata) le prime due furono ammesse alla massima serie della stagione successiva.
La squadra campione fu ammessa alla Coppa dei Campioni 1956-1957.

## Classifica finale
| Pos. | Squadra                  | G  | V  | N  | P  | GF | GS | Punti |
| ---- | ------------------------ | -- | -- | -- | -- | -- | -- | ----- |
| 1    | CDNA Sofia               | 26 | 14 | 9  | 3  | 38 | 16 | 37    |
| 2    | Udarnik Sofia            | 26 | 14 | 3  | 9  | 34 | 20 | 31    |
| 3    | Spartak Stalin           | 26 | 8  | 12 | 6  | 26 | 25 | 28    |
| 4    | Minyor Dimitrovo         | 26 | 11 | 5  | 10 | 29 | 24 | 27    |
| 5    | Dinamo Sofia             | 26 | 10 | 7  | 9  | 33 | 30 | 27    |
| 6    | Spartak Plovdiv          | 26 | 11 | 5  | 10 | 25 | 25 | 27    |
| 7    | Lokomotiv Sofia          | 26 | 9  | 9  | 8  | 33 | 34 | 27    |
| 8    | VVS Sofia                | 26 | 7  | 12 | 7  | 34 | 28 | 26    |
| 9    | Spartak Pleven           | 26 | 9  | 8  | 9  | 31 | 30 | 26    |
| 10   | DNA Plovdiv              | 26 | 9  | 8  | 9  | 27 | 31 | 26    |
| 11   | Zavod 12 Sofia           | 26 | 9  | 7  | 10 | 26 | 27 | 25    |
| 12   | VMS Stalin               | 26 | 10 | 5  | 11 | 26 | 28 | 25    |
| 13   | Lokomotiv Plovdiv        | 26 | 6  | 6  | 14 | 18 | 29 | 18    |
| 14   | Cherveno zname Pavlikeni | 26 | 5  | 4  | 17 | 12 | 45 | 14    |

### Poule promozione
L'undicesimo club della prima serie e i 5 migliori club della seconda fecero un minigirone per gli ultimi due posti per la massima serie dell'anno successivo.
| Pos | Club                       | Punti | P | V | N | P | GF | GS |
| 1   | DSO Spartak Sofia          | 10    | 5 | 5 | 0 | 0 | 15 | 0  |
| 2   | Zavod 12 Sofia             | 6     | 5 | 2 | 2 | 1 | 10 | 2  |
| 3   | DSO Dinamo Plovdiv         | 5     | 5 | 1 | 3 | 1 | 5  | 7  |
| 4   | DSO Dinamo Stanke Dimitrov | 4     | 5 | 1 | 2 | 2 | 4  | 5  |
| 5   | DSO Cherveno zname Vidin   | 4     | 5 | 1 | 2 | 2 | 4  | 13 |
| 6   | DSO Septemvri Tolbuhin     | 1     | 5 | 0 | 1 | 4 | 4  | 15 |